# القنب الهندي في أرمينيا
القنب الهندي في أرمينيا (بالإنجليزية: Cannabis in Armenia)‏ 
تعد استخدامات القنب الهندي بجميع أشكالها غير قانونية في أرمينيا. 
يُزرع في أرمينا كميات محدودة من القنب الهندي لغايات الاستخدام المحلي. بعض السلالات المحلية من القنب الهندي تنمو في البرية، لكنها تخضع لأوامر الدولة بالتخلص منها. تشكل أرمينيا ممر عبور للحشيش القادم من آسيا الوسطى باتجاه أوروبا والولايات المتحدة الأمريكية.
يشكل القنب والحشيش غالبية استخدام العقاقير الترويحية غير المشروعة في أرمينيا.ومع ذلك يعد تعاطي المخدرات بين المراهقين على مدى الحياة من أدنى المعدلات في جميع أنحاء أوروبا (4-7٪). كما أن استهلاكه منتشر أكثر بين الرجال في أرمينيا.
```
في حين تم إلغاء تجريم استخدام القِنَّب قبل عام 2009 ، فإن أولئك الذين يتم القبض عليهم يخضعون لغرامات باهظة وعقوبة بالسجن لمدة شهرين كمتوسط.
[
5
]
```